# Estramp Jaç
Estramp Jaç va ser un grup de música ideat i liderat per Marcel Casellas. Fou una proposta musical innovadora en la mesura que buscava la improvisació sobre els trets característics de la música tradicional, que no tenia cap referent català en aquest aspecte, i sense deixar de tenir “els modes i ritmes del Mediterrani, des del ball pla a la sardana curta, com a materials de base”. En aquest sentit, les cançons del seu únic àlbum, Del Pirineu a l'Atles, “reinterpreten el contrapàs, l'havanera, la rumba o la sardana en clau jazzística”. Per Marcel Casellas, impulsor del grup, Estramp Jaç “ fa jazz, però no sona com a tal, perquè aquest llenguatge està posat sobre un ambient melòdic, harmònic i rítmic diferent".
En aquest sentit, Del Pirineu a l'Atles. va ser enregistrat en directe al monestir de Sant Miquel de Cuixà. Segons Jaume Pi, crític musical de la revista Jaç, “entre els atractius de la gravació hi ha el mosaic de colors que es mou pels viaranys del jazz i dels sons i els ritmes de totes dues ribes de la Mediterrània”
- Introit (1:50)
- Testament (4:48)
- Pintorel-La (3:31)
- Tallaferro i El Trompeta (3:36)
- El camí de l'Arrel (5:13)
- ElNouballpla (3:19)
- Rebatut Torero (3:24)
- Rumba de Sant Celoni (4:52)
- La Cucafera (6:00)
- Doble Brisa (5:11)
- Del Pirineu a l'Atles (5:58)